# Jiangwan Shuiku
Jiangwan Shuiku (kinesiska: 江湾水库) är en reservoar i Kina. Den ligger i provinsen Heilongjiang, i den nordöstra delen av landet, omkring 99 kilometer nordost om provinshuvudstaden Harbin. Jiangwan Shuiku ligger 146 meter över havet. Arean är 4,6 kvadratkilometer. Trakten runt Jiangwan Shuiku består till största delen av jordbruksmark. Den sträcker sig 3,0 kilometer i nord-sydlig riktning, och 3,4 kilometer i öst-västlig riktning.
Genomsnittlig årsnederbörd är 884 millimeter. Den regnigaste månaden är juli, med i genomsnitt 187 mm nederbörd, och den torraste är januari, med 9 mm nederbörd.